# ナヴァリン (戦艦)
ナヴァリン（ロシア語:Наваринナヴァリーン）は、ロシア帝国がバルト艦隊向けに建造した前弩級戦艦である。艦名はロシア帝国艦隊がオスマン帝国艦隊に対して勝利を収めたナヴァリンの海戦を記念したもの。ロシア帝国海軍では当初は装甲艦（броненосный корабль）に分類され、1892年2月1日付けで艦隊装甲艦（эскадренный броненосец）に類別を変更された。

## 概要

### 設計
ナヴァリンの原型はイギリス海軍のトラファルガー級装甲艦であり、その影響は極めて明らかであった。ナヴァリンはトラファルガーの防御装甲の様式はイギリス艦の物と同様の設計であった。装甲帯は船体の中央部に限定し貼られ、特に重点の置かれた船体中央部の水線部装甲での厚みは406 mmにも達した。バルクヘッドを有し、強靭なシタデル構造を持っていた。水平防御は、同世代の艦に比べて並外れて強力であった。それに加えて、甲板には二層のシタデル式平板装甲甲板を有し、その厚みは合計で114 mmに達するなど強固であった。結果として、船体両端に装甲を持たなかったにも拘らず、ナヴァリンは就役当時事実上砲撃によって撃破不能の艦であると看做された。武装配置は成功し、その後丸々10年間にわたってロシア装甲艦のスタンダードな武装配置となった。
ナヴァリンは、参考にされたイギリス艦と同様に、極めて低い乾舷を持っていた。これは乾舷を低くすることで敵弾の的となるシルエットを減じる効果があるとされていたが、反面航洋性は限定された。加えて、就役当時ナヴァリンの主砲である黒色火薬を用いる1886年式35口径305 mm砲はすでに旧式化していた。これらの欠陥のため、ロシア海軍は次の新しい計画、装甲艦シソイ・ヴェリーキーの設計に着手することになった。

### 艦形
本艦は中央楼型船体で、艦首水面下に衝角を持ち、乾舷の低い艦首甲板から前部甲板上に「1886年式35口径305 mm砲」を連装砲塔に収め、1基を配置した。
その背後から上部構造が始まり、司令塔を下部に組み込んだ箱形艦橋は上部構造物と一体化していた。艦上構造物の後ろには簡素な単脚式のマストが1本立つ。その背後に4本煙突が並列2本ずつが前後に配置されていた。煙突の周囲は艦載艇置き場となっており、上部構造物の上にあるために波浪の影響を受けにくい利点があった。上部構造部の側面には砲郭（ケースメイト）配置で15.2cm単装砲が片舷に等間隔で4基が配置されていた。煙突の背後に中部に装甲で覆われた見張り所が設けられたミリタリー・マストが1本立ち、その後部で上部構造物は終わり、後部甲板上には後ろ向きに連装砲塔1基が配置された。
ナヴァリンは1904～1905年に近代化改装を受け、無線機が搭載されたのに合わせてアンテナ線の長さを確保するために簡素な前部マストは延長され前檣と呼ぶにふさわしい高さになった。艦橋には基線長1.37mの測距儀と望遠鏡型の照準装置が設けられた。

### 艦歴
サンクトペテルブルクのフランコ＝ロシア工場で建造。1889年7月1日/7月13日建造開始。1890年5月19日/5月31日起工。1891年10月8日/10月20日進水。1893年、艤装のためクロンシュタットへ移る。1896年春、公試完了。
1896年8月に地中海へ派遣され、1898年には極東へ向かった。
1900年4月には、ナヴァリンは機動艦隊と地上部隊との合同行動に参加した。5月28日には、M・G・ヴェセラゴ海軍少将の分遣隊に参加し、陸戦部隊を乗せて大邱へ移動し、義和団の乱鎮圧のための国際部隊に加わった。軍艦に陸戦部隊を乗せるというのは、当時輸送船が著しく不足していたために生じた事態であった。「軍部隊、馬、輜重の軍艦への積載は、その戦闘能力を制限し、ただ中国人とだけ、彼らの艦隊がまったく稼動しない状態であったとして、戦えるものであった。より強大な敵との交戦は、考えることもできなかった」と、侍従武官長極東総督Ye・I・アレクセーエフ提督は報告している。いずれにせよ、軍部隊の輸送は成功裏に行われた。戦役の終盤、1900年9月にナヴァリンは国際連合艦隊に加わり、山海関への強襲作戦に参加した。この作戦中、30 名からなるナヴァリンの陸戦部隊のうち、4 名が戦死し、9 名が負傷した。
1901年12月12日/12月25日に「ナヴァリン」は旅順を離れ、翌年4月末/5月初めにバルト海に戻った。
1902年中旬には、修理工事が行われた。工事は、日露戦争の開戦までは特に急ぐこともなく続けられたが、1904年3月になると急遽その速度を速められた。そして、ナヴァリンは第2太平洋艦隊に編入され、艦隊装甲艦オスリャービャ、シソイ・ヴェリーキー、装甲巡洋艦アドミラール・ナヒーモフとともに第2戦艦隊に組み込まれた。
この頃、艦の最大の弱点とされたのが、黒色火薬を用いる旧式化した火砲であった。しかし、工期はまだ残っていたにも拘らず、開戦によって新しい砲の装備が不可能であることが1904年夏までに明らかとなった。クロンシュタット蒸気船工場の生産力不足と、連合艦隊派遣の遅れへの懸念から、連合艦隊準備の責任者であったA・A・ビリリョーフ海軍中将はできるだけ速やかに海軍省へ工事の終了を報告することを望んだ。結果、1904年6月初めにはナヴァリンは「工事完了」となり、大クロンシュタット沖合い停泊地に出て連合艦隊の出港する8月29日までそこに停泊した。
1905年5月15日の日本海海戦では、日本海軍の艦船はロシアの新しい主力艦に火力を集中し、古い艦はあまり相手にしなかった。にも拘らず、ナヴァリンは重度の損傷を負った。船体と機関に損傷を負ったナヴァリンは次第に速力を落とし、他艦から置き去りにされた。21時05分、鈴木貫太郎司令率いる日本の第4駆逐隊の駆逐艦からの雷撃がナヴァリンに止めを刺した。生存者は3人のみであった。